# Tanggu jezici
Tanggu jezici (privatni kod: atai), podskupina od (4) ramu jezika s Papue Nove Gvineje u provinciji Madang. Prije je ovaj skup jezika nazivan Ataitan i vodio se kao dio šire skupine goam a danas kao dio šire skupine ramu, ramu-donjosepička porodica. Predstavnici su mu:
- andarum [aod], 1.080 (Wurm and Hattori 1981).
- kanggape ili igom [igm], 1.080 (Wurm and Hattori 1981).
- tanggu [tgu], 3.000 (1991 SIL).
- tanguat [tbs], 740 (2003 SIL).

## Vanjske poveznice
- Ethnologue (14th)